# محمد خبزي
محمد خبزي، ( عام 1927 في بسكرة –20 مايو 2013 بالجزائر العاصمة) ، سياسي جزائري ، وهو أول وزير للتجارة في الجزائر المستقلة.

## السيرة
محمد خبزي، ولد بسكرة في عام 1927، في أسرة مكونة من التجارالمييزابين من القرارة والذين استقروا في هذه المدينة. تحالفت عائلته مع المصلحين الإباضيين في مزاب، والده عيسى خبزي، هو أحد المؤيدين الرئيسيين لإبراهيم بيوض، وهو شخصية أساسية في هذه الحركة . تكون محمد خبزي ليكون محاميًا ومحاسبًا قانونيًا.

## السياسة
بصفته عضوًا في خلية جبهة التحرير الوطني في منطقة بسكرة ،عين رئيسًا لبلدية بسكرة خلال فترة وقف إطلاق النار عند الاستقلال، ثم تم انتخابه في الجمعية التأسيسية، واقترحه العقيد شعباني ليكون جزءا من أول حكومة للجزائر المستقلة. عُزل من منصبه كوزير للتجارة في 4 سبتمبر 1963 تزامنًا مع اعتقال شعباني.
في عام 1965، كرس نفسه للزراعة في القرارة. . توفي في 20 مايو 2003 في مستشفى عين النعجة العسكري بالجزائر ، ودُفن في القرارة.

## المناصب
- 1962 عضو الجمعية التأسيسية .
- 1962 - 1963 وزير التجارة.